# ۱۵۴۵ (میلادی)
۱۵۴۵ (میلادی) هزار و پانصد و چهل و پنجمین سال تقویم میلادی است.

## درگذشتگان
- ۲۴ سپتامبر – آلبرشت کاردینال براندنبورگ، کشیش آلمانی (ز. ۱۴۹۰)